# Henriette-Marie du Palatinat
Henriette-Marie, princesse palatine (17 juillet 1626, la Haye, Pays – Bas, 18 septembre 1651, Sárospatak, Hongrie) est une princesse allemande de la Maison de Wittelsbach.

## La famille
Henriette-Marie est la troisième fille et le neuvième enfant de Frédéric V du Palatinat, roi de Bohême et de son épouse Élisabeth Stuart. Ses grands-parents paternels sont Frédéric IV du Palatinat et de Louise-Juliana d'Orange-Nassau. Ses grands-parents maternels sont le roi Jacques VI et Ier (d’Écosse et d'Angleterre) et de son épouse Anne de Danemark.
Le 4 avril 1651, à Sárospatak, en Hongrie, elle épouse Sigismond Rakóczi (1622-1652), le frère de Georges II Rákóczi, prince de Transylvanie.
Henriette Marie est morte subitement le 18 septembre 1651. Son mari la suit dans la tombe quelques mois plus tard. Tous deux sont enterrés dans l'église Saint-Michel d' Alba Iulia / Gyulafehervar.